# Пуштуни в Україні
Афганці в Україні — це етнічна група, яка складається з мігрантів із Афганістану та їхніх нащадків, що проживають на території України. Афганська громада відіграє активну роль у суспільному, економічному та культурному житті країни.

## Історія
За часів Радянського Союзу афганці були найбільшою іноземною групою, яка навчалася в Україні. Після 1992 року деякі афганці в Україні попросили притулку. В Одесі є афганська громада, що складається з біженців, мігрантів. Президентом Національного-культурного об'єднання "Афганська громада" в місті Одеса є Джанат Танай.
У 2021 році в Україну прибули близько 500 біженців з Афганістану.
Кілька афганців в Україні пішли добровольцями в українську армію проти російської окупації у 2022 році. В армії є один відомий афганський командир, а саме Джалал Нурі, який приєднався після російського вторгнення.

## Релігія
Більшість сповідують Іслам. Афганська громади Одеси має свою мечеть.

## Знатні люди
- Джалал Нурі
- Мустафа Найєм
- Мохаммад Аслам Ватанджар